# Ізоморфізм графів
В теорії графів, ізоморфізмом графів G і H є бієкція між множинами вершин G і H
{\displaystyle f\colon V(G)\to V(H)\,\!}
така, що будь-які дві вершини u і v графа G суміжні в G тоді і тільки тоді, коли ƒ(u) і ƒ(v) суміжні в H. Такий тип бієкції зазвичай зветься «реброзберігальна бієкція», згідно із загальним поняттям ізоморфізму як бієкції зі збереженням структури.
У визначенні поданому вище, під графами ми розумієм неорієнтовані непозначені незважені графи. Однак, поняття ізоморфізму може бути застосоване до всіх інших різновидів графів. доданням вимог зі збереження відповідних додаткових елементів структури: спрямування ребер, ваги кожного з ребер і т. д., з наступним винятком. Коли йдеться про позначений граф з унікальними позначками, зазвичай цілими числами в межах 1,…,n, де n це кількість вершин в графі, два позначених графи називають ізоморфними, якщо відповідні непозначені графи ізоморфні.
Якщо присутній ізоморфізм між двома графами, тоді графи називають ізоморфними і ми пишемо {\displaystyle G\simeq H}. У випадку, коли бієкція це відображення графа самого на себе, тобто, коли G і H це один і той самий граф, бієкція називається автоморфізмом G.
Ізоморфізм графів це відношення еквівалентності на графах і ділить всі графи на класи еквівалентності. Множина графів ізоморфних один одному називається класом ізоморфності графів.

## Приклад
Два графи показні нижче ізоморфні, незважаючи на свою зовнішню відмінність.
| Граф G | Граф H | Ізоморфізм між G і H                                                    |
| ------ | ------ | ----------------------------------------------------------------------- |
|        |        | ƒ(a) = 1 ƒ(b) = 6 ƒ(c) = 8 ƒ(d) = 3 ƒ(g) = 5 ƒ(h) = 2 ƒ(i) = 4 ƒ(j) = 7 |

## Ізоморфізм графів загального виду
Графи {\displaystyle G} і {\displaystyle H} є ізоморфними, якщо шляхом перестановки рядків і стовпців матриці суміжності графа {\displaystyle G} можливо отримати матрицю суміжності графа {\displaystyle H}. Однак перебирання всіх можливих перестановок характеризується обчислювальною складністю {\displaystyle O(N!)} (за умови, що порівняння матриць суміжності відбувається за час незалежний від {\displaystyle N}, що зазвичай несправедливо і додатково збільшує наведену оцінку), що істотно обмежує використання подібного підходу на практиці. Існують методи обмеженого перебору можливих пар здогадно-ізоморфних графів вершин (аналог методу гілок і меж), однак вони незначно покращують наведену вище асимптотику.

### Теорема Вітні

Виняток з теореми Вітні: подані графи (ліворуч) і (праворуч) не ізоморфні, хоча їх лінійні графи ізоморфні

Теорема про ізоморфізм графів Вітні, сформульована Х. Вітні в 1932, каже, що два зв'язних графи ізоморфні, тоді і тільки тоді, коли їх лінійні графи ізоморфні, за винятком графів {\displaystyle K_{3}} (повного графа з 3 вершин) і повного двочасткового графа {\displaystyle K_{1,3}}, які не є ізоморфними, однак обидва мають граф {\displaystyle K_{3}} як лінійний граф. Теорема Вітні може бути узагальнена для гіперграфів.

### Інваріант
Існує набір числових характеристик графів, званих інваріантами, які збігаються в ізоморфних графів (збіг інваріантів є необхідною, але не достатньою умовою наявності ізоморфізму). До них належать кількість вершин {\displaystyle n(G)} і кількість ребер {\displaystyle m(G)} графа G, впорядкований за зростанням або зменшенням вектор степенів вершин {\displaystyle s(G)=(\rho (v_{1}),\rho (v_{2}),\dots ,\rho (v_{n}))}, впорядкований за зростанням або зменшенням вектор власних чисел матриці суміжності графа (спектр графа), хроматичне число {\displaystyle \chi (G)} та ін. Факт збігу інваріантів зазвичай не несе інформації про підстановку ізоморфізму.
Інваріант називається повним, якщо збігу інваріантів графів необхідно і достатньо для встановлення ізоморфізму. Наприклад, кожне значення {\displaystyle \mu _{min}(G)} і {\displaystyle \mu _{max}(G)} (міні- і максі-коди матриці суміжності) є повним інваріантом для графа з фіксованою кількістю вершин {\displaystyle n}.
Різні інваріанти мають різну працеємність обчислень. Наразі повний інваріант графа, обчислюваний за поліноміальний час, невідомий, хоча не доведено, що він не існує. Спроби його відшукання неодноразово здійснювались в 60—80 XX сторіччя, однак не увінчались успіхом.

### Модульний добуток Візинга
Модульний добуток графів {\displaystyle Y=G\lozenge H}, запропонований В. Г. Візінгом, дозволяє звести задачу перевірки ізоморфізму до задачі визначення щільності графа {\displaystyle \varphi (Y)}, який містить {\displaystyle n(G)\cdot n(H)} вершин. якщо {\displaystyle \varphi (Y)=n(G)}, {\displaystyle n(G)\leq n(H)}, тоді граф {\displaystyle H} містить підграф, ізоморфний графові {\displaystyle G}.

## Обчислювальна складність
Хоча задача розпізнавання ізоморфізму належить до класу NP, невідомо є вона NP-повною чи належить класу P (за умови, що P ≠ NP). При цьому задача пошуку ізоморфного підграфа в графі є NP-повною. Сучасні дослідження спрямовані на розробку швидких алгоритмів розв'язання як загальної задачі ізоморфізму довільних графів, так і графів особливих видів, а також теоретичного дослідження її складності обчислення.

## Застосування
На практиці необхідність перевірки на ізоморфізм графів виникає при розв'язання задач хемоінформатики, математичної (комп'ютерної) хімії, автоматизації проектування електронних схем (перевірка різних представлень електронних схем), оптимізації програм (вирізнення загальних підвиразів).